# Obratnaja svjaz (film fra 2020)
 Ikke at forveksle med Obratnaja svjaz (film fra 1977).
Obratnaja svjaz (russisk: Обратная связь) er en russisk spillefilm fra 2020 af Aleksej Nuzjnyj.

## Medvirkende
- Leonid Barats som Vadim
- Irina Gorbatjeva som Alina
- Rostislav Khait som Boris
- Marija Mironova som Eva
- Kamil Larin som Lev